# 凌海南站
凌海南站位于中华人民共和国辽宁省锦州市凌海市，是京哈铁路（秦沈客运专线）与朝凌高速铁路上的鐵路车站，由沈阳局集团锦州车务段管辖。2021年8月3日正式投入使用。

## 历史
早在2001年秦沈客运专线的早期建设规划中，凌海南站、兴城西站为预留车站，等时机、条件具备时开始建设。随着国家高速铁路网的不断完善，辽西地区高铁需求日益增强，2015年凌海市要求推进秦沈客运专线凌海南站扩能项目。
2015年沈阳铁路局启动秦沈客运专线能力加强工程，建设凌海南站与兴城西站。凌海南站设计初期站场规模为2台4线，因国家规划建设京沈客运专线与秦沈客运专线联络线的计划而暂缓。2016年12月国家发改委通过新建朝阳至秦沈高铁凌海南站铁路联络线工程（朝凌高速铁路）的决议。凌海南站成为朝凌高速铁路与秦沈客运专线的交汇点，经过设计调整，站台规模变更为2台8线，成为连接秦沈客专与京沈高铁的重要交通枢纽。
2020年6月凌海南站更名为锦州东站，同年11月末车站正式挂牌，但2021年3月又改回凌海南站，2021年8月3日该站随朝凌高速线一同开通。

## 车站结构
站房建築面積4463平米，中间候车厅地上一层，层高14.5米；两侧地上二层：首层层高5.4米，二层层高4.8米；建筑总高度15.5米，铁路站场规模为2台8线（含正线），擁有2个岛式站台；设旅客天桥2座，净宽8米，净高3米。

## 配套设施
道路及绿地面积为10.0254万平方米，道路面积35433.16平方米，停车场面积16276平方米，站前硬铺广场面积8084.7平方米，公交枢纽面积1108.93平方米，绿化面积39352.21平方米。停车场共有各类停车位497个，新能源充电桩42个，项目总投资1.27亿元。